# Морет (лунный кратер)
Кратер Морет (лат. Moretus) — большой молодой ударный кратер в южной приполярной области видимой стороны Луны. Название присвоено в честь бельгийского математика Теодора Морета (1602—1667) и утверждено Международным астрономическим союзом в 1935 г. Образование кратера относится к эратосфенскому периоду.

## Описание кратера
Ближайшими соседями кратера являются кратер Клапрот на западе; кратер Грюмбергер на севере-северо-западе; кратер Цизат на севере; кратер Курций на северо-востоке; кратер Симпелий на востоке-юго-востоке и кратер Шорт на юге. Селенографические координаты центра кратера 70°38′ ю. ш. 5°57′ з. д. / 70,63° ю. ш. 5,95° з. д., диаметр 114,5 км, глубина 5240 м.
Кратер Морет имеет полигональную форму и практически не подвергся разрушению. Вал с массивным внешним склоном и широким террасовидным внутренним склоном. Высота вала над окружающей местностью достигает 1550 м, объем кратера составляет приблизительно 12600 км³.  Дно чаши переформировано лавой, ровное в северной и несколько холмистое в юго-западной части. В северо-восточной части чаши пролегает узкая борозда. В центре чаши находится массивный центральный пик высотой 2775 м. Кратер является ярким в радарном диапазоне 70 см.

## Сателлитные кратеры
| Морет | Координаты                                            | Диаметр, км |
| ----- | ----------------------------------------------------- | ----------- |
| A     | 70°25′ ю. ш. 13°59′ з. д. / 70,42° ю. ш. 13,98° з. д. | 34,6        |
| C     | 72°37′ ю. ш. 11°38′ з. д. / 72,62° ю. ш. 11,63° з. д. | 16,4        |

## См.также
- Список кратеров на Луне
- Лунный кратер
- Морфологический каталог кратеров Луны
- Планетная номенклатура
- Селенография
- Минералогия Луны
- Геология Луны
- Поздняя тяжёлая бомбардировка